# Stefan Junge
Stefan Junge (Leipzig, Sajonia, República Democrática Alemana, 1 de septiembre de 1950) es un atleta alemán retirado, especializado en la prueba de salto de altura en la que llegó a ser subcampeón olímpico en 1972.

## Carrera deportiva
En los JJ. OO. de Múnich 1972 ganó la medalla de plata en el salto de altura, con un salto por encima de 2.21 metros, siendo superado por el soviético Jüri Tarmak (oro con 2.23 metros) y por delante del estadounidense Dwight Stones (bronce también con 2.21 m pero en más intentos).